# Örasjöbäcken-Storsvedjan
Örasjöbäcken-Storsvedjan är ett naturreservat i Timrå kommun i Västernorrlands län.
Området är naturskyddat sedan 2006 och är 227 hektar stort. Reservatet omfattar Örasjöbäcken dess källsjö Örasjön och kringområden. I bäcken återfinns flodpärlmussla och i naturskogen laven långskägg.